# Алексієвич Світлана Олександрівна
Світла́на Олекса́ндрівна Алексіє́вич (біл. Святла́на Алякса́ндраўна Алексіе́віч, Śviatłana Alaksandraŭna Aleksijevič, нар. 31 травня 1948, Станіслав (нині Івано-Франківськ) — білоруська російськомовна письменниця та публіцистка українського походження з Івано-Франківська. Лавреатка багатьох міжнародних літературних премій. Лавреатка Нобелівської премії з літератури за 2015 рік. Німецьке видання «Німецька Хвиля» назвало її «блискучою майстеркою художньо-документальної прози».

## Біографія
Народилася у Станіславі (нині Івано-Франківськ) в сім'ї сільських вчителів. Батько — білорус, викладав історію, мати — українка, вчителька німецької мови. Дитинство провела у бабусі, в українському селі, у Немирівському районі Вінницької області.

Звичайно, я пам'ятаю, що дуже важко жили батьки. Батько ж був військовий, потім довго сільським учителем. Я пам'ятаю запах волосся, пилу, ці долини. Бабусю пам'ятаю дуже красиву, з прекрасним голосом, як хату білили, як хліб пекли. Це дуже сильно пам'ятаю. Я завжди кажу, що пишаюся, що у мене українська кров.

Після демобілізації батька, радянського офіцера, з армії сім'я переїхала в Білорусь, де оселилася в селі.
Після закінчення школи працювала кореспондентом районної газети в Наровлі.
У 1967 році вступила на факультет журналістики Білоруського державного університету, після закінчення якого Світлану направили на роботу в районну газету міста Береза. Через рік отримала роботу в республіканській «Сельской газете», а ще згодом — у журналі «Нёман» (орган Спілки письменників Білорусі).
Книги Алексієвич виклика́ли критику з боку радянського режиму, письменницю звинувачували зокрема в «пацифізмі, натуралізмі, розвінчуванні героїчного образу радянської жінки» («У війни не жіноче обличчя»).
Для написання «Цинкових хлопчиків» Світлана особисто відвідала Афганістан, зустрічалася з колишніми учасниками бойових дій та з матерями загиблих воїнів. Після виходу книги 1989 на письменницю навалилась чергова хвиля критики, що призвела до суду над письменницею та її книгою в 1992 році, який втім було припинено.
Письменниця перебуває в опозиції до режиму Олександра Лукашенка. Жила і працювала за межами Білорусі — в Італії, Швеції. У 2013 році повернулась у Білорусь.
8 жовтня 2015 року Світлану Алексієвич відзначено Нобелівською премією з літератури «за її багатоголосу творчість — пам'ятник стражданню і мужності у наш час». Світлана Алексієвич — перша нобелівська лавреатка в історії незалежної Білорусі; вона стала першим з 1987 року російськомовним письменником, що удостоєний Нобелівської премії з літератури. Вперше за півстоліття премія була присуджена письменникові, який переважно працює в жанрі документальної літератури; при цьому вперше Нобелівська премія з літератури присуджена професійному журналісту.
Деяка частина російської і білоруської інтелігенції вважає присудження Нобелівської премії Алексієвич політичною акцією.

## Ідентичність
Світлана Алексієвич за різних ситуацій та обставин декларувала свою приналежність до білоруського, російського та українського народів. У багатьох висловленнях, що стосувалися білоруського народу уживала займенник ми, який вказує на те, що вона вважає себе білорускою. Однак, за інших обставин часто говорила: «Ми, росіяни». Також декларує себе як напівукраїнка. Крім того, теж окреслила себе як радянську людину. Пише твори російською мовою, яку використовує щоденно. Попри те, що більшість свого життя провела в Білорусі, не послуговується білоруською мовою. У свому першому інтерв'ю з нагоди отримання Нобелівської премії сказала, що є «людиною білоруського світу, людиною російської культури, з потужним щепленням російської культури, і людиною, яка довго живе на світі і напевно є космополітом».

## Погляди

### Білорусь
На думку Світлани Алексієвич, в першу чергу Білорусі слід збудувати демократію, а вже тоді думати про відродження білоруської мови й культури. Звинувачує рухи, що прагнуть національного відродження, у злочинному романтизмі, з яким належить покінчити. Загалом письменниця декларує, що не є прихильником керівника Білорусі Олександра Лукашенка. Деякі біографи стверджують, що вона відома тим, що постійно критикує його політику. Влітку 2020 року Алексієвич підтримала протести проти політики Олександра Лукашенка. Вона увійшла до Координаційної ради зі зміни влади в країні. Однак, письменниця часто хвалебно висловлювалася про Лукашенка і повторювала його риторику. Називала його єдиним справжнім політиком білоруського простору, і нашим лідером; стверджувала, що це він зберіг незалежність Білорусі та гарантував їй економічну стабільність, продовжив соціалізм, подбав про студентів, бідних і старих людей; також казала, що країна тримається на ньому, а у контексті політики РФ інтереси його особистої влади збігаються з інтересами народу. Після референдуму 2004 року, який значна частина опозиції й суспільства вважає сфальсифікованим, Алексієвич визнала перемогу Лукашенка і назвала референдум результатом волі народу. Алексієвич критикує також опозиційні сили своєї країни, звинувачуючи їх у психології жертви та очікуванні на допомогу насамперед зі сторони Заходу, Російської Федерації, а також сусідів: Литви, Польщі, України. На її думку, це результат відчуття безсилля. Вважає, що білоруси повинні бути самодостатніми, без закордонної допомоги, розв'язувати проблеми своєї країни.
На думку Алексієвич білоруська ідентичність чимраз частіше репрезентована крізь постать білорусько-польського інтелектуала, який замінив голову колгоспу та радянського партійного керівника. До такого висновку прийшла після висування демократичними силами Олександра Мілінкевича як кандидата на президентські вибори 2006 року. На її думку, білоруська ідентичність формується на опозиції до ідентичності Радянського Союзу і під впливом кольорових революцій. Однак вона не охоплює все суспільство, а лише деякі його верстви, переважно студентів та інтелігенцію. Алексієвич вважає білорусів за народ запізнілий, дуже неоднорідний, у якому на сході переважають російські, а на заході — польські риси. Попри це стверджує, що білоруська культура нині не може конкурувати навіть з польською. звинувачує в цьому владу Лукашенка, яка мала б підтримати процес формування білоруської ідентичності, а замість цього вона навпаки культивує грубу патріархальність. На її думку, не існує такого поняття, як співдружність народів колишнього СРСР, оскільки вони поступово відходять від радянської ідентичності та повертаються до своїх коренів. Водночас вона дистанціюється від панславізму, але вважає, що у слов'ян спільне майбутнє. На її думку, претензії давнішніх часів і взаємні згадки про вчинену кривду поступово зникають, тому сучасні білоруські інтелектуали не мають підстав говорити про ворожість до Росії.
На думку Алексієвич найбільш реальним стратегічним вибором для Білорусі є союз з Росією, але як союз двох окремих держав. Водночас зауважила, що в Росії повстала імперська свідомість, яка їй не подобається. На її думку, найближчі сусіди — Литва, Польща, Україна — можуть стати прикладом для Білорусі. Водночас вважає неможливим інтеграцію Білорусі зі структурами Західної Європи на рівних умовах, оскільки там, на її думку, сильна економічна конкуренція, а Білорусь — зруйнована країна, що не має привабливого товару, щоб успішно брати участь у цій конкуренції.
На думку Алексієвич, Європа — це частина світу, де найбільшою вартістю вважається людське життя, на відміну від Сходу, де за пріоритет беруться проблеми держави. Білорусь, на її думку, не є ще Європою, а лише деформованим пострадянським простором з великою кількістю проблем. Європейські ідеї сприйняли лише невелика частина білоруської інтелігенції, але їх не присвоїла більшість народу. Вважає, що Білорусь навіть не почала рухатись у сторону Європи, понадто не багато може їй запропонувати з погляду культури, лише патріархальність і «чорнобильську філософію» — точка зору, сповнена страху за майбутнє.

### Україна
Після окупації Автономної Республіки Крим Росією виступила в німецькій газеті Frankfurter Allgemeine з засудженням російської політики щодо України.
Одразу після нагородження Нобелівською премією на прес-конференції в Мінську Світлана Алексієвич звинуватила Росію у вторгненні в Україну. «Це — окупація, це — іноземне вторгнення». Вона зізналася, що плакала, коли бачила фотографії убитих під час подій у центрі Києва в лютому 2014 року. «Я люблю добрий російський світ, гуманітарний російський світ, але я не люблю російський світ Берії, Сталіна і Шойгу», — сказала літератор.. Також вона захоплюється Надією Савченко, в одному з інтерв'ю на Радіо Свобода назвала її «українською Жанною д'Арк».
У січні 2017 року вийшла з членів Російського ПЕН-Центру, російського відділення міжнародної організації ПЕН-клуб на знак протесту проти виключення з ПЕН-Центру Сергія Пархоменка, журналіста і опозиціонера, а також ігнорування арешту українського режисера Олега Сенцова.
Того ж року Світлана Алексієвич висловила свою думку щодо російської експансіоністської політики, зокрема ставлення Росії до України і Білорусі, причин Війни Росії проти України: «Це проблема росіян, перш за все, якщо вже на те пішло, що „русский мир“ не розуміє своїх кордонів, він не відчуває своїх кордонів, він не знає, де вони розташовуються. І тому у свідомості росіян Україна, Білорусь — це теж Росія. І тому війна в Україні — це проблема цих російських ідей. Звідси і ця нескінченна експансія»
Під час російського вторгнення в Україну в ефірі білоруської редакції «Радіо Свобода» засудила війну Росії проти України та зазначила, що вона гірша від Другої світової. «Виявляється, ми даремно думали, що перемогли комунізм. Ми його не перемогли. А те, що сьогодні відбувається, це „червона людина“, як я її називаю. Чи це її останній бій чи ні, але це ознаки звідти, з минулого. Ми ще не відірвалися від цього, бо не пручалися, а сприймали все як належне. Країна комунізму впала, і ми почали виживати, замість того, щоб будувати нове життя», — зауважила письменниця.

## Контраверсії

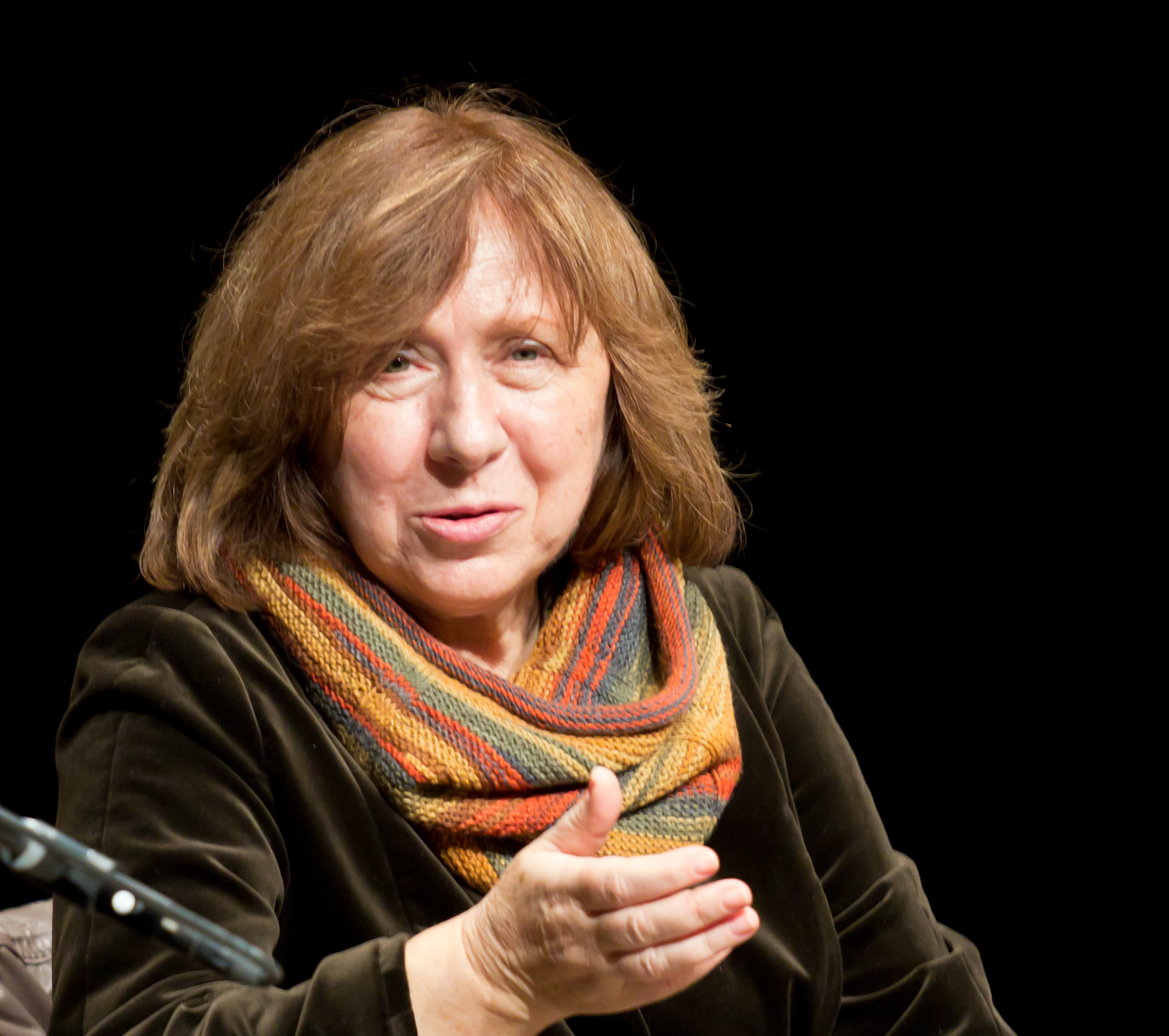
Світлана Алексієвич, 2013 р.

У липні 2016, виступаючи в Нью-Йорку, Алексієвич зробила контроверсійну заяву що виключно українці були винні у Голокості на території Білорусі, заявивши, що «карателі, які працювали на території Білорусі, вони були всі з України». За ці висловлювання її внесли у базу Центру «Миротворець». Пізніше українські та польські інтелектуали висловили своє обурення контроверсійною заявою Алексієвич.

## Твори
Книги Світлани Алексієвич видавались у Росії, Україні, США, Німеччині, Великій Британії, Японії, Швеції, Франції, Китаї, В'єтнамі, Болгарії, Індії та інших країнах. Вона є автором сценаріїв 21 документального фільму та трьох театральних п'єс. Вистави за її книгами ставили у Франції, Німеччині, Болгарії.
- 1983 — Светлана Алексиевич. У войны не женское лицо. Мінск: Мастацкая літаратура. 1985. 317 с.
  - (білоруський переклад) Святлана Алексіевіч. У вайны не жаночае аблічча. Перакл. з рас.: Мікола Гіль. Мінск: Мастацкая літаратура. 1991. 272 с
- 1985 — Светлана Алексиевич. Последние свидетели. Сто недетских рассказов. Москва: Молодая гвардия. 1985. 175 с.
  - (білоруський переклад) Святлана Алексіевіч. Апошнія сведкі. Кніга недзіцячых расказаў. Перакл. з рас.: ?. Мінск: Юнацтва. 1985
- 1989 — Светлана Алексиевич. Цинковые мальчики. Москва: Молодая гвардия. 1991. 172 с.
  - (білоруський переклад). Цынкавыя хлопчыкі. Перакл. з рас.: Мікола Гіль. Менск: Беларусь. 1991. 175 с.
- 1993 — Светлана Алексиевич. Зачарованные смертью. Москва: Слово. 1994. 364 с.
  - (білоруський переклад) Святлана Алексіевіч. Зачараваныя смерцю: Перакл. з рас:. Мікола Гіль. Мінск: Беларусь, 1993. 128 с.
- 1999 — Светлана Алексиевич. Чернобыльская молитва. Моска: «Остожье», 1997. 224 с.
  - (білоруський переклад) Святлана Алексіевіч. Чарнобыльская малітва: Хроніка прышласці. Менск: Рэспубліканскае грамадскае аб'яднанне "«Літаратурна-мастацкі фонд „Гронка“». Перакл. з рас:. Мікола Гіль. 1999. — 222 с.
- 2013 — Светлана Алексиевич. Время секонд-хэнд: конец красного человека. Москва: «Время», 2013.
  - (білоруський переклад) Святлана Алексіевіч. Час сэканд-хэнд: канец чырвонага чалавека. Перакл. з рас.: Ц. Чарнякевіч, В. Стралко. Менск: Логвінаў, 2014. — 384 с.

У 2019 році в Японії готується комікс за книгою «У війни не жіноче обличчя». Створює комікс-мангу художник Кейто Коуме.

## Переклади українською
- Світлана Алексієвич. Чорнобиль: хроніка майбутнього («Червона людина. Голоси утопії» #4). Переклад з російської та післямова: Оксана Забужко. Київ: Факт. 1998. 194 с. ISBN 966-7274-38-1
  - (перевидання) Світлана Алексієвич. Чорнобильска молитва: хроніка майбутнього («Червона людина. Голоси утопії» #4). Переклад з рос.: Оксана Забужко. Київ: КОМОРА. 2016. 288 c. ISBN 978-617-728-605-8
- Світлана Алексієвич. Час second-hand (кінець червоної людини) («Червона людина. Голоси утопії» #5). Переклад з рос.: Леся Лисенко. Київ: Дух і Літера. 2014. 452 c. ISBN 978-966-378-338-3
  - (перевидання) Світлана Алексієвич. Час second-hand (кінець червоної людини) («Червона людина. Голоси утопії» #5). Переклад з рос.: Леся Лисенко. Київ: Дух і Літера. 2015. 456 c. ISBN 978-966-378-421-2 (2-ге вид.)
- Світлана Алексієвич. У війни не жіноче обличчя («Червона людина. Голоси утопії» #1). Переклад з російської: Володимир Рафєєнко. Харків: Віват. 2016. 400 c. ISBN 978-617-690-568-4
- Світлана Алексієвич. Цинкові хлопчики («Червона людина. Голоси утопії» #3). Переклад з російської: Тетяна Комлик та Дзвінка Торохтушко. Харків: Віват. 2016. 368 c. ISBN 978-617-690-573-8
- Світлана Алексієвич. Останні свідки. Соло для дитячого голосу («Червона людина. Голоси утопії» #2). Переклад з російської: Леся Лисенко. Київ: Дух і Літера 2016. 368 c. ISBN 978-966-378-472-4[30][31]

Примітка: Книга «Час second-hand» це вже другий варіант твору. Ця книга в першому варіанті видавалася у 1994 році під називою «Зачаровані смертю» і в ньому містилося десять історій. Українською книга «Зачаровані смертю» ще не видавалася.

## Нагороди
- 1984 — Літературна премія імені Миколи Островського
- 1985 — Літературна премія імені Костянтина Федіна
- 1986 — Премія Ленінського комсомолу (СРСР), за книжку «У війни не жіноче обличчя»
- 1996 — Премія Курта Тухольського (ФРН)
- 1997 — Премія «Тріумф» (Росія)
- 1998 — Лейпцизька книжкова премія за вклад у європейське взаєморозуміння (ФРН)
- 1999 — Премія Гердера (ФРН)
- 2001 — Премія миру імені Еріха Ремарка (Оснабрюк, ФРН)
- 2006 — Національна премія критики (США)
- 2011 — Літературна премія Центральної Європи Angelus (Вроцлав, Польща)
- 2013 — Премія миру німецьких книгарів (ФРН)
- 2014 — Офіцерський хрест ордена Мистецтва і літератури (Франція)
- 2014 — Приз читацьких симпатій премії «Велика книга» (Росія), за книжку «Час секонд-генд»
- 2015 — Нобелівська премія з літератури
- 2018 — Премія імені Анни Політковської